# بورانوو
بورانوو (به لاتین: Buranovo) یک منطقهٔ مسکونی در بلغارستان است که در شهرستان کوچرینوفو واقع شده‌است. بورانوو ۱۰٫۸۹۸ کیلومتر مربع مساحت و ۱۵۲ نفر جمعیت دارد و ۳۹۷ متر بالاتر از سطح دریا واقع شده‌است.